# Consultation interne au Parti communiste français pour l'élection présidentielle de 2017
La consultation interne au Parti communiste français pour l'élection présidentielle de 2017 se déroule du 24 au 26 novembre 2016 et vise à définir, par un vote des adhérents, la stratégie du Parti communiste français (PCF) en vue des échéances électorales de 2017.
Deux options sont proposées aux votants. Ils peuvent soit soutenir le candidat de La France insoumise Jean-Luc Mélenchon, soit s'exprimer en faveur d'une candidature communiste indépendante. La Conférence nationale du PCF, qui vote la première au début du mois, s'exprime majoritairement pour la deuxième option, un choix qui est cependant refusé par les militants. Le parti s'engage alors dans un soutien — critique — à Mélenchon, avec qui il vit déjà depuis plusieurs années une relation conflictuelle dans un Front de gauche mourant.

## Contexte
La précédente consultation, pour l'élection présidentielle de 2012, avait abouti à une candidature unitaire du Parti communiste français, du Parti de gauche (PG) et de leurs alliés derrière le drapeau du Front de gauche. Jean-Luc Mélenchon, membre fondateur du PG, est arrivé quatrième du scrutin national, avec 11 % des suffrages exprimés, pour presque quatre millions de votants. Cependant, le Front de gauche se retrouve désuni dès les élections municipales de 2014, le PCF faisant liste commune avec le Parti socialiste dans certaines villes. Aux élections régionales de l'année suivante, quatre stratégies différentes cohabitent selon les régions : un PCF seul candidat, un PG allié à Europe Écologie Les Verts, un FG rassemblé ou allié aux écologistes. Le Parti de gauche et le Parti communiste mènent ainsi des stratégies différentes, ce qui rend la position nationale du Front difficilement lisible,. Cela se solde par un échec ; le score national du Front de gauche n'est que de 2,5 %.
En février 2016, Mélenchon annonce la fondation d'un nouveau parti, La France insoumise. Il se déclare dans le même temps candidat à la prochaine élection présidentielle, « hors cadre de partis » et sans le soutien du Front de gauche. En juillet, il annonce unilatéralement la fin de la coalition. Déjà tendues, les relations entre l'homme et le PCF deviennent plus difficiles,.
Plusieurs cadres du parti s'orientent alors vers un soutien hypothétique pour Arnaud Montebourg, frondeur du Parti socialiste et ancien ministre de l'Économie dans le premier gouvernement Valls, dans le cas d'une victoire à la primaire socialiste,.

## Modalités de vote
La Conférence nationale du parti, qui regroupe 535 cadres, vote le 5 novembre 2016. Elle est composée des membres du Conseil national et de délégués des différentes fédérations départementales et groupes parlementaires, mais son scrutin n'est organisé qu'à titre consultatif et n'a pas de conséquence directe sur le reste de la votation.
Du jeudi 24 au samedi 26 novembre, c'est le collège électoral militant qui prend part à la consultation. Pour pouvoir voter, il faut résider en France, avoir plus de 16 ans, plus de trois mois d'ancienneté au sein du parti et être à jour de ses cotisations. Les électeurs doivent se déplacer dans les sections communistes locales, qui font office de bureaux de vote. Le Parti communiste français revendique 56 365 cotisants sur 120 000 adhérents.

## Consultation

### Choix du candidat
Les communistes ont le choix entre deux options de vote pour définir leur stratégie à l'élection présidentielle : la première, soutenue par le secrétaire national du parti Pierre Laurent, acte un soutien à Mélenchon, tout en menant une campagne « autonome, critique et constructive » et en organisant « un cadre collectif de campagne élargi afin d'œuvrer à la construction d'un rassemblement le plus large possible ». La seconde, soutenue par le président du groupe de la Gauche démocrate et républicaine à l'Assemblée nationale André Chassaigne, prévoit la candidature d'un membre du parti, avec un possible retrait in fine pour une « candidature commune d'alternative contre l'austérité ».
André Chassaigne, candidat malheureux à la précédente consultation et possible candidat pour 2017, voit dans l'option 1 « un coup fatal porté au PCF », qui lui ferait perdre son autonomie. Il juge, avec une vingtaine de conseillers nationaux du parti, le programme insoumis comme contraire aux valeurs et aux revendications du PCF ainsi qu'à « toute perspective de rassemblement à gauche ». À l'opposé, les soutiens de l'option refusent une énième candidature de gauche, qui pourrait profiter à la droite et au Parti socialiste. Ils comptent dans leurs rangs plusieurs personnalités du parti, comme son porte-parole Olivier Dartigolles ou Marie-George Buffet, candidate aux élections présidentielles de 2002 et 2007. À l'extérieur du parti, la première option est aussi soutenue par Clémentine Autain, cheffe de file du mouvement Ensemble !, déjà soutien de Mélenchon en 2012 et membre du Front de gauche.
Là où le PCF a coécrit le programme électoral en 2012 avec les autres organismes membres du FG, il n'a plus cette possibilité. S'il se rallie derrière La France insoumise, le parti n'a pas le pouvoir de discuter du programme, déjà rédigé par les insoumis.

### Approbation d'une résolution
Dans le même temps, le texte « Unis pour l'humain d'abord » est soumis au vote. Cette résolution a pour but de « préciser la démarche » du Parti communiste français à l'élection présidentielle mais aussi pour les législatives de la même année. Il s'engage dans la continuation d'un rassemblement de gauche et défini sept axes de propositions pour former un « pacte d'engagements communs ».

## Résultats

### Vote de la Conférence nationale
|                                        | Voix                | % des exprimés      |
| Choix d'un candidat                    | Choix d'un candidat | Choix d'un candidat |
| -------------------------------------- | ------------------- | ------------------- |
| Option 2, candidature communiste       |                     | 55 %                |
| Option 1, soutien à Jean-Luc Mélenchon |                     | 45 %                |
|                                        |                     |                     |
| Votants                                |                     | 100 %               |
| Participation                          |                     |                     |
| Abstention                             |                     |                     |
| Exprimés                               |                     |                     |
| Blancs et nuls                         |                     |                     |
|                                        |                     |                     |
| Vote sur la résolution                 |                     |                     |
| Pour la résolution                     |                     | 94 %                |
| Contre la résolution                   |                     | 6 %                 |
|                                        |                     |                     |
| Votants                                |                     | 100 %               |
| Participation                          |                     |                     |
| Abstention                             |                     |                     |
| Exprimés                               |                     |                     |
| Blancs et nuls                         |                     |                     |

### Vote des adhérents
|                                        | Voix                | % des exprimés      |
| Choix d'un candidat                    | Choix d'un candidat | Choix d'un candidat |
| -------------------------------------- | ------------------- | ------------------- |
| Option 1, soutien à Jean-Luc Mélenchon | 20 827              | 53,50 %             |
| Option 2, candidature communiste       | 18 105              | 46,50 %             |
|                                        |                     |                     |
| Inscrits                               | 56 595              | 100 %               |
| Participation                          | 41 048              | 72,53 %             |
| Abstention                             | 15 547              | 27,47 %             |
| Exprimés                               | 38 932              | 94,85 %             |
| Blancs et nuls                         | 2 116               | 5,15 %              |
|                                        |                     |                     |
| Vote sur la résolution                 |                     |                     |
| Pour la résolution                     | 33 383              | 93,68 %             |
| Contre la résolution                   | 2 251               | 6,32 %              |
|                                        |                     |                     |
| Inscrits                               | 56 595              | 100 %               |
| Participation                          | 40 062              | 70,79 %             |
| Abstention                             | 16 533              | 29,21 %             |
| Exprimés                               | 35 634              | 88,95 %             |
| Blancs et nuls                         | 4 428               | 11,05 %             |

## Conséquences

### Élections de 2017
L'option 1, d'abord refusée par la Conférence nationale, est finalement adoptée par le vote militant, où elle obtient l'approbation de 53,50 % des consultés. La résolution « Unis pour l'humain d'abord » est approuvée sans opposition notable, recevant 93,68 % des voix militantes. Les résultats sont plus serrés qu'en 2012, où près de 60 % des membres du parti avait exprimés leur soutien à Jean-Luc Mélenchon,. Ce dernier réagit plusieurs jours après la publication des résultats. Il dit se sentir « une responsabilité » : « Il faut que chacun se sente à l'aise dans le combat commun. »
Le 23 avril, jour du premier tour de l'élection présidentielle, Mélenchon, soutenu donc par la majorité des partis de gauche radicale (La France insoumise, le Parti de gauche, Ensemble ! et le Parti communiste français), obtient sept millions de voix, soit 19,58 % des votes exprimés. Il est classé quatrième et n'accède pas au second tour. Il fait tout de même mieux qu'en 2012, où il était aussi quatrième, mais avec 11 % des voix. Pierre Laurent considère que cette « percée considérable » est celle d'une gauche « réinvent[ée] ».
Dans la continuité de la présidentielle, La France insoumise et le Parti communiste français tentent de mettre en place une alliance pour les élections législatives du mois de juin. Leur première tentative d'accord est une répartition moitié-moitié des circonscriptions, avant de se rabattre sur un nombre moins important. Dans le même temps, le PCF s'allie dans certains départements avec d'autres formations comme le Parti socialiste ou Europe Écologie Les Verts. Finalement, un mois avant la tenue du scrutin, les insoumis, par la voix de Manuel Bompard, mettent fin aux discussions avec le PCF. Bompard explique être « excédé par des combinaisons sans principe, illisibles pour nous qui voulons faire naître une nouvelle majorité ». Le PCF répond en se disant « favorable au rassemblement » et avoir offert plusieurs possibilités d'accords, qui auraient toutes été refusées. Son porte-parole Olivier Dartigolles dénonce « des intérêts d'appareil » : « Ce qui intéresse La France insoumise, c'est l'élection de Mélenchon, d'un ou deux de ses proches et d'aller chercher du financement public. »

### Conséquences internes au PCF
Le vote de la Conférence nationale désavoue son secrétaire général Pierre Laurent, déjà mis en difficulté lors du XXXVIIe congrès de juin, où son texte de « projet de base commune » l’emporte de justesse,. Il ressort de la consultation, et de la campagne présidentielle plus généralement, affaibli au sein même de son parti : beaucoup de militants lui reprochent un effacement du PCF derrière La France insoumise.
Au XXXVIIIe congrès, organisé durant l’automne 2018, les militants communistes mettent en minorité le texte de Laurent au profit de celui d'André Chassaigne et de Fabien Roussel, député du Nord qui regrette par ailleurs l'absence du PCF à l'élection. Ce dernier est élu secrétaire national par le parlement du parti peu après. Il s'agit de la première fois, dans le siècle d'histoire du parti, que la direction est ainsi repoussée.